# Косиба, Масатоси
Масатоси Коси́ба (яп. 小柴 昌俊 Косиба Масатоси, 19 сентября 1926, город Тоёхаси префектура Айти — 12 ноября 2020, Токио) — японский физик, специалист по физике элементарных частиц. Лауреат Нобелевской премии по физике за 2002 год (половина премии совместно с Раймондом Дэвисом «за создание нейтринной астрономии»).
Член Японской академии наук (2002), иностранный член Российской академии наук (2003), Национальной академии наук США (2005).
Кавалер двух японских орденов Культуры (1988 и 1997).

## Биография
Родился в Тоёхаси, в 1951 году получил степень бакалавра в Токийском университете, а затем степень магистра за исследование космических лучей с помощью ядерной фотографической эмульсии. В 1953 году поступил в аспирантуру Рочестерского университета в США, где два года спустя защитил докторскую диссертацию по высокоэнергетическим явлениям в космических лучах (научный руководитель — Мортон Каплон). Следующие несколько лет провёл в Чикаго и Токио, пока в 1962 году окончательно не вернулся в Токийский университет, где с марта 1970 год работал в должности профессора. В 1977 году основал при университете Лабораторию международного сотрудничества в области физики элементарных частиц (ныне — Международный центр по физике элементарных частиц). После выхода в отставку в 1987 году на протяжении ещё 10 лет преподавал в Университете Токай.

## Научная деятельность
В 1950-х и 1960-х годах занимался высокоэнергетическим космическим излучением и связанными с ним явлениями в верхних слоях атмосферы. В конце 1960-х годов обратился к использованию ускорителей для исследования свойств элементарных частиц и принял участие в разработке электрон-позитронного коллайдера в Институте ядерной физики в Новосибирске, однако в 1972 году проект был остановлен. После этой неудачи начал сотрудничать с исследовательским центром DESY в Гамбурге, где со своей группой принял участие в эксперименте DASP (англ. Double Arm Spectrometer) и совместном японско-немецко-британском проекте JADE (англ. Japan, Deutschland, and England), в рамках которого удалось получить первые свидетельства существования глюонов. В 1980-е годы принимал участие в работе над экспериментом OPAL на Большом электрон-позитронном коллайдере в ЦЕРНе. Пропагандировал строительство в Японии электрон-позитронного коллайдера следующего поколения — Международного линейного коллайдера.
В начале 1980-х годов предложил эксперимент для регистрации предсказанного теорией распада протона, получивший название Камиоканде (англ. Kamioka Nucleon Decay Experiment). В июле 1983 года детектор, который состоял из 3000 тонн воды и 1000 фотоумножителей, расположенных на глубине 1000 м под землёй, начал набирать данные. Однако зарегистрировать сигнал от распада протона не удалось, поэтому уже осенью 1983 года выдвинул идею перестроить имеющийся детектор в детектор астрофизических нейтрино. Усовершенствованный прибор начал работу в начале 1987 года и  уже в феврале 1987 года смог зарегистрировать космические нейтрино: в процессе взрыва сверхновой 1987A удалось зарегистрировать 12 нейтрино, 9 из которых — в первые 2 секунды. Это было первым прямым экспериментальным доказательством справедливости механизма гравитационного коллапса звёзд, в частности теории нейтринного охлаждения. Это наблюдение ознаменовало начало нейтринной астрономии, за что в 2002 году Косиба и Раймонд Дэвис были удостоены Нобелевской премии по физике (они получили половину премии, вторая половина досталась Риккардо Джаккони).
В эксперименте Камиоканде удалось зарегистрировать не только нейтрино из далёкого космоса, но и солнечные нейтрино. При этом не только был подтверждён дефицит регистрируемых нейтрино по сравнению с ожидаемым в соответствии с теорией строения Солнца потоком, но и впервые обнаружена так называемая аномалия атмосферных нейтрино (соотношение мюонных и электронных нейтрино, генерируемых в атмосфере, ниже ожидаемого). Эти эффекты получили объяснение в рамках теории осцилляций нейтрино, которые были надёжно зарегистрированы в эксперименте Супер-Камиоканде с предложенным Косибой усовершенствованным детектором, содержащим 50 тысяч тонн воды. За эту работу ученик Косибы Такааки Кадзита был удостоен Нобелевской премии по физике за 2015 год.

## Награды, премии, другие отличия
- Федеральный крест заслуг, Германия, 1985
- Мемориальная премия Нисины[яп.], Фонд Нисины, 1987
- Премия Асахи (1987)
- Орден Культуры от японского правительства, 1988
- Академическая награда от Академии наук Японии, 1989
- Премия Бруно Росси от Американского физического общества, 1989
- Особая премия Европейского физического общества, 1996
- Премия Гумбольдта от фонда Александра Гумбольдта, 1997
- Премия Фудзивары[яп.] от научного фонда Фудзивары, 1997
- Орден Культуры от императора Японии, 1997
- Diploma di Perfezionamento honoris causa in Fisica от Scuola Normale Superiole в Пизе, 1999
- Почётный доктор естественных наук Гамбургского университета, 1999
- Награда выдающегося учёного от Рочестерского университета, 2000
- Премия Вольфа по физике от фонда Вольфа, 2000
- Премия Пановски[англ.] от Американского физического общества, 2002
- Нобелевская премия по физике, 2002
- Медаль Бенджамина Франклина, 2003

## Избранные публикации
- Bartel W. et al. Observation of planar three-jet events in e+e- annihilation and evidence for gluon bremsstrahlung // Physics Letters B. — 1980. — Vol. 91. — P. 142-147. — doi:10.1016/0370-2693(80)90680-2.
- Hirata K. et al. Observation of a neutrino burst from the supernova SN1987A // Physical Review Letters. — 1987. — Vol. 58. — P. 1490-1493. — doi:10.1103/PhysRevLett.58.1490.
- Fukuda Y. et al. Evidence for oscillation of atmospheric neutrinos // Physical Review Letters. — 1998. — Vol. 81. — P. 1562-1567. — doi:10.1103/PhysRevLett.81.1562.
- Кошиба М. Рождение нейтринной астрофизики: Нобелевская лекция // Успехи физических наук. — 2004. — Т. 174. — С. 418-426. — doi:10.3367/UFNr.0174.200404h.0418.